# Lutjanus analis
Lutjanus analis là một loài cá biển thuộc chi Lutjanus trong họ Cá hồng. Loài này được mô tả lần đầu tiên vào năm 1828.

## Từ nguyên
Tính từ định danh analis trong tiếng Latinh có nghĩa là “ở hậu môn” hàm ý đề cập đến vây hậu môn, cũng như vậy bụng, màu hồng đỏ nổi bật hơn so với các vây khác ở loài cá này.

## Phân bố và môi trường sống
L. analis có phân bố rộng rãi dọc Tây Đại Tây Dương, từ bang Massachusetts dọc theo bờ đông Hoa Kỳ, băng qua vịnh México (Florida Keys ngược về phía bắc đến Tampa, Florida, ngoài khơi Mississippi, và từ Corpus Christi, Texas dọc theo México) và khắp biển Caribe, dọc theo bờ biển Nam Mỹ đến bang Santa Catarina (Brasil).
L. analis được cho là đã đưa tới vùng biển Bermuda vào những năm 1920, và được bắt vài lần trong những năm 1960. Không rõ loài này đã được lập thành quần thể (nhưng hiếm khi thấy) ở Bermuda hay đó chỉ là sự xuất hiện của những cá thể lang thang.
L. analis trưởng thành sống ở khu vực thềm lục địa cũng như vùng nước trong quanh các đảo, luôn gần các mỏm đá và rạn san hô, được tìm thấy ở độ sâu ít nhất là 95 m, trong khi cá con thường xuất hiện ở nền đáy cát và thảm cỏ biển Thalassia.

### Loài bị đe dọa
Các đàn sinh sản của L. analis là mục tiêu của ngư dân và nghề đánh bắt thương mại, bên cạnh đó là việc cá con bị thu hoạch ở một số vùng làm gia tăng của nạn đánh bắt quá mức ở loài này, như đã được báo cáo ở Brasil và Colombia. L. analis cũng bị nhắm đến bởi những người câu cá giải trí dọc theo bờ đông bang Florida. Do đó, L. analis được xếp vào nhóm Loài sắp bị đe dọa.
Ở Cuba, kích thước của các đàn sinh sản đã giảm, chỉ một số ít đàn là nằm trong các khu bảo tồn biển. Báo cáo cho biết, quần thể cá hồng ở thềm lục địa phía tây nam Cuba đang có dấu hiệu đánh bắt quá mức, trong đó L. analis và Lutjanus cyanopterus chịu ảnh hưởng nặng nhất.

### Bảo tồn
Năm 1992, Hội đồng Quản lý Nghề cá vịnh México đã ban hành lệnh cấm đánh bắt cá trong hai tháng là 5 và 6 ở bãi đá Riley’s Hump (ngoài khơi tây nam Florida). Sau nhiều nỗ lực của Nhóm công tác Tortugas (một nhóm các bên liên quan được chỉ định bởi Hội đồng tư vấn Khu bảo tồn biển quốc gia Florida Keys), Khu bảo tồn sinh thái Nam Tortugas được thành lập vào tháng 7 năm 2001 để bảo vệ quần thể sinh sản và môi trường sống của L. analis. Nghiên cứu thực địa cho thấy có sự phục hồi quần thể đang diễn ra ở nơi này.

## Mô tả

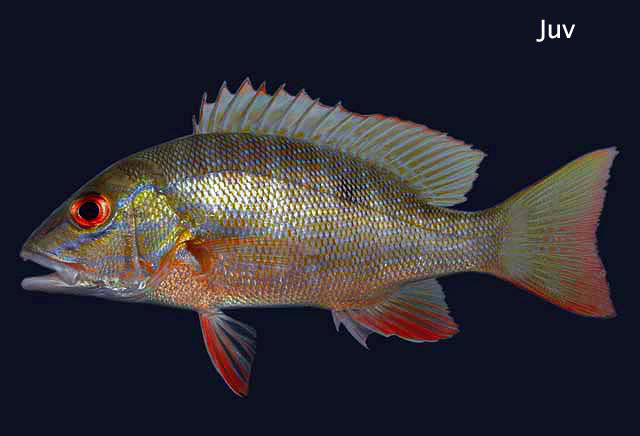
Cá con

Chiều dài cơ thể lớn nhất được ghi nhận ở L. analis là 94 cm, thường bắt gặp với chiều dài trung bình khoảng 50 cm. Chiều dài trưởng thành đối với cá đực là 29 cm SL (chiều dài chuẩn) và cá cái là 31–40 cm SL.
Lưng và hai bên thân trên có màu xanh ô liu, trắng phớt đỏ ở thân dưới và bụng. Một đốm đen ở lưng sau, ngay trên đường bên và dưới các tia vây lưng trước (đốm này khá lớn ở cá con, nhỏ dần khi chúng lớn lên). Một cặp sọc xanh lam trên má, sọc trên tiếp tục ngược ra sau mắt đến rìa trên nắp mang. Các vây hầu hết màu đỏ, đặc biệt là vây hậu môn và vây bụng, cũng như nửa dưới vây đuôi; vây đuôi có rìa sau màu đen. Kiểu hình vạch sọc ở hai bên thân thường xuất hiện khi chúng nghỉ ngơi.
Số gai ở vây lưng: 10–11; Số tia vây ở vây lưng: 13–14; Số gai ở vây hậu môn: 3; Số tia vây ở vây hậu môn: 7–8; Số tia vây ở vây ngực: 15–17; Số vảy đường bên: 47–51.

## Sinh thái

### Thức ăn
Thức ăn của L. analis bao gồm cá nhỏ, chân đầu, chân bụng và giáp xác. Một nghiên cứu tại quần đảo Abrolhos (Brasil) cho thấy cá con <34 cm (chiều dài tổng) chủ yếu ăn động vật giáp xác, cá trưởng thành >50 cm ăn nhiều cá hơn (chủ yếu là các loài thuộc bộ Cá chình), những cá thể trong 34–50 cm có chế độ ăn đa dạng.

### Sinh sản
Ở các rạn san hô ngoài khơi đông nam Florida, thời điểm sinh sản của L. analis diễn ra trong khoảng từ tháng 4 đến tháng 7, đạt đỉnh điểm vào tháng 5 và 6. Còn đối với Cuba, loài này hợp đàn sinh sản trong suốt từ tháng 4 đến tháng 9, mà đỉnh điểm cũng vào tháng 5 và 6.
Ở Đông Bắc Brasil, L. analis sinh sản trong khoảng thời gian từ tháng 11 đến tháng 4, với đợt sinh sản đỉnh điểm là tháng 3.
Một đàn sinh sản có thể hơn 5000 con, nhưng L. analis vẫn hợp thành nhóm nhỏ để sinh sản từ lúc đầu buổi chiều, đã được quan sát ở rạn san hô Belize Barrier (đỉnh điểm sinh sản từ tháng 3 đến tháng 6).

### Tuổi thọ
Tuổi thọ lớn nhất mà L. analis được ghi nhận tính đến hiện tại lên đến 40 năm, thuộc về cá thể thu thập ở vịnh México. Còn ở bờ đông Florida, L. analis được ghi nhận với số tuổi cao nhất là 29 năm.

## Giá trị
L. analis là một loài quan trọng trong ngành đánh bắt thủ công và thương mại, cũng như đối với những người câu cá giải trí. Cá nguyên con được bán với giá 6–8 USD/pound ở Saint Croix và Puerto Rico, còn cá phi lê thì tới 12 USD/pound ở Miami. Tuy nhiên, loài này có thể mang độc tố ciguatera như đã được báo cáo ở Đông Caribe.